# Brussels Urban Sessions
Le Brussels Urban Sessions est un festival annuel consacré aux sports et à la culture urbaine, qui se déroule à Bruxelles (en Belgique). L'événement inclut des compétitions et des démonstrations dans plusieurs disciplines, notamment le BMX freestyle, le parkour, le breaking et le skateboard.

## Description
Le Brussels Urban Sessions est un événement annuel consacré au sport urbain et à la culture urbaine. Organisé depuis 2022 sur plusieurs jours entre fin juin et début juillet, il propose des compétitions et des démonstrations de disciplines telles que le BMX freestyle, le parkour, le breaking, le skateboard et le WCMX (handisport). L'événement accueille des athlètes internationaux et inclut également des initiations pour le grand public,.
Depuis sa création, le Brussels Urban Sessions a gagné en popularité, attirant environ 30 000 spectateurs et 300 athlètes internationaux à chaque édition.

## Éditions

### Première édition (2022)
La première édition de Brussels Urban Sessions s'est tenue du 30 juin au 3 juillet 2022 au parc Josaphat à Schaerbeek, rassemblant plus de 29 000 visiteurs. L'événement a accueilli la Coupe du monde de BMX freestyle UCI, organisée pour la première fois en Belgique. En plus du BMX Freestyle, des compétitions et démonstrations de parkour, de breaking, de skateboard et de WCMX, ainsi que des concerts et des animations musicales, ont été organisés,.

### Deuxième édition (2023)
La deuxième édition s'est déroulée du 6 au 9 juillet 2023 au parc Josaphat à Schaerbeek, rassemblant environ 30 000 spectateurs. La 3e manche de la Coupe du monde de BMX freestyle UCI s'y est déroulée et a servi d'épreuve qualificative pour les Jeux olympiques de Paris 2024. L'accent de l'édition a également été mis sur le breaking.

### Troisième édition (2024)
La troisième édition s'est tenue du 27 au 30 juin 2024 au stade du Crossing à Schaerbeek, rassemblant environ 30 000 visiteurs et 300 athlètes internationaux. Cette édition a accueilli une dernière compétition internationale de BMX freestyle avant les Jeux olympiques d'été de 2024, qui accueillent des épreuves de sport urbain. Le parc de BMX reste installé jusqu'aux Jeux olympiques de 2024 afin de servir de camp d'entraînement.

## Palmarès

### BMX Freestyle
| Édition | 1er                    | 2e                 | 3e                   |
| ------- | ---------------------- | ------------------ | -------------------- |
| 2022    | Anthony Jeanjean (FRA) | Logan Martin (AUS) | Kieran Reilly (UK)   |
| 2023    | Anthony Jeanjean (FRA) | Rim Nakamura (JAP  | Logan Martin (AUS)   |
| 2024    | Declan Brooks (UK)     | Shaun Gornall (UK) | Michael Hullock (UK) |

| Édition | 1er                  | 2e                     | 3e                         |
| ------- | -------------------- | ---------------------- | -------------------------- |
| 2022    | Hannah Roberts (USA) | Perris Benegas (USA)   | Charlotte Worthington (UK) |
| 2023    | Huimin Zhou (CHI)    | Hannah Roberts (USA)   | Honglin Xia (CHI)          |
| 2024    | Keir Sirlin (USA)    | Lillyana Seidler (ALL) | Valeriia Liubimova (FRA)   |